# Gabardine

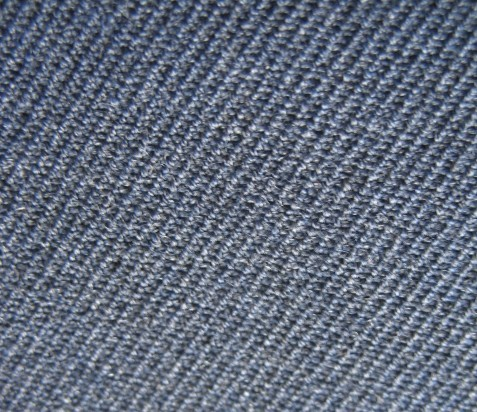
Gabardine van wol en polyester. De karakteristieke diagonale lijnen zijn duidelijk zichtbaar.

Gabardine is een weefsel in steile keperbinding. Traditioneel is de stof gemaakt uit wol. Ook mengelingen van katoen, kunstvezel en wol en volledig synthetische varianten zijn gangbaar. Gabardine wordt waterdicht geïmpregneerd, is duurzaam en kreukbestendig. Men gebruikt het om deze eigenschappen voor pakken en uniformen, maar vooral voor regenjassen.
De oorsprong van de stof is niet geheel duidelijk. Brits modeontwerper Thomas Burberry zou het in 1879 hebben uitgevonden, maar de naam zou afgeleid zijn van het Parijse modehuis Gabartin. 

## Eigenschappen
Oorspronkelijk was gabardine een wollen stof. Het kan echter uit verschillende vezels bestaan. Tegenwoordig kiest men vaak voor een mengeling van wol en kunstvezel. Kwaliteitsgabardine gebruikt getwijnd kamgaren voor een sterke, gladde en gelijkmatige stof. Ongetwijnde en ongekamde garens geven een ruw en stijf gabardine.
Aan de goede kant van de stof heeft gabardine meer schering- dan inslagdraden. Vaak zijn er tweemaal zoveel schering- als inslagdraden. De scheringdraad passeert gewoonlijk twee inslagdraden alvorens onder één of twee inslagdraden door te gaan. Deze compacte weefstructuur maakt gabardine waterafstotend en kreukbestendig.
Net als iedere keperbinding vertoont gabardine karakteristieke diagonale lijnen. Deze zijn duidelijk zichtbaar, staan dicht op elkaar en zijn lichtjes gerezen. De hoek van de diagonalen bedraagt 45 of 63 graden. Herenmode maakt vaker gebruik van varianten met de grotere hoek. In vrouwenmode komt vooral de kleinere hoek voor.